# Ronella botanica
Ronella botanica — вид вимерлих черепах родини Dortokidae. Ці черепахи жили палеоцені (58,7—55 млн років тому) у Європі. Скам'янілості рештки виду знайдені у відкладеннях пісковику у формації Жибоу у Румунії.